# El nuevo Karate Kid
The Next Karate Kid, El nuevo Karate Kid o Karate Kid IV: La nueva aventura es un filme de drama y artes marciales estadounidense del año 1994, protagonizada por Hilary Swank y Pat Morita.
Es la cuarta y última película original de la serie de Karate Kid, la única que no cuenta con la presencia de Ralph Macchio (Daniel). En Karate Kid 4: La nueva aventura, película que daba fin a la saga, desaparecía el protagonista principal, Daniel Larusso, y continuaba la historia de su maestro el señor Miyagi, que en esta ocasión tenía como discípula a Julie Pierce que era interpretada, por la más tarde ganadora del Oscar, Hilary Swank.

## Argumento
El Señor Miyagi (Pat Morita) viaja a la ciudad de Boston para asistir a un homenaje a los soldados japoneses-estadounidenses que habían luchado en el 442.º Regimiento de Infantería durante la Segunda Guerra Mundial. Allí, conoce a Luisa Pierce (Constance Towers), la viuda de su comandante, el teniente Jack Pierce. En la casa de Pierce, ambos empiezan a recordar los viejos tiempos y hablar de la comida china. Miyagi conoce a la nieta de Pierce, Julie (Hilary Swank) una chica adolescente enojada que está llena de dolor, tristeza y resentimiento a causa de la muerte de sus padres en un accidente automovilístico. Su ira y comportamiento violento han provocado que tenga roces entre ella, su abuela y sus compañeros de escuela. También se escapa a la escuela por las noches para cuidar a un halcón con un ala rota, de nombre Angel, quien se mantiene en un palomar de la azotea de la escuela.
Con la esperanza de solucionar sus problemas, Miyagi invita a Luisa a su casa en California para pasar el tiempo disfrutando de la paz y la tranquilidad, cuidando del jardín de Miyagi, mientras él permanece en Boston, y se queda a cargo de Julie. En la escuela Julie conoce y se hace amiga de Eric McGowen (Chris Conrad), un guardia de seguridad de buen corazón que integra una fraternidad de seguridad conocido como el Elite Alpha. A los miembros de esta organización se les enseña a cumplir estrictamente las reglas de la escuela, incluso usando la fuerza física si es necesario, por un mentor vicioso, el retirado Coronel Dugan (Michael Ironside). En este grupo el estudiante más fuerte y agresivo es Ned (Michael Cavalieri), que hace insinuaciones repetidas sexuales  y sin éxito hacia Julie. Eric se entera del halcón de Julie, Ángel, y se compromete a darle alimento y agua, mientras que Julie está con Miyagi.
Cuando Julie sobrevive el casi ser atropellada por un coche al saltar en la posición del tigre, ella revela a Miyagi que su padre le había enseñado karate, quien aprendió de su abuelo, que fue entrenado por Miyagi durante la guerra.
La próxima vez que Julie se escapa a la escuela para alimentar a su ave, es descubierta por el Elite Alpha, arrestada por la policía y suspendida de la escuela durante dos semanas. Miyagi toma este tiempo para pasarla con Julie en un monasterio budista con el fin de enseñarle los valores reales del karate.
Durante el viaje hacia el monasterio se detienen en una estación de servicio donde Miyagi tiene un altercado con tres hombres que lo provocaron, venciéndolos fácilmente. Cuando acaba con ellos repite la frase "pelear no es bueno, siempre alguien sale lastimado"
En el monasterio, Julie aprende, a través de las lecciones de karate, el equilibrio, la coordinación, la sensibilidad y el respeto hacia todos los seres vivos. Se hace amiga de varios monjes como el abad de Grand. Días después, los monjes celebran una fiesta de cumpleaños para ella, dándole un pastel y una flecha que Miyagi había logrado atrapar con sus manos mientras había sido lanzada hacia él en una demostración de tiro con arco zen.
Al regreso de Julie a la escuela, se encuentra con que Ángel es ahora capaz de volar, y con la asistencia de Miyagi lo liberan en la naturaleza.
En preparación para la próxima fiesta de graduación de la escuela, Miyagi le enseña a Julie a bailar vals y también le compra un vestido de fiesta. Mientras que Julie va al baile con Eric, Miyagi y los monjes budistas van a jugar a los bolos. Un jugador local, fanfarrón e indisciplinado los desafía, pero pierde el partido, y acepta su tutela. Mientras tanto, en el baile, bajo las órdenes del coronel Dugan, se realiza un salto bungee por Alpha Elite en la mitad de la fiesta. Cuando uno de los miembros se rompe el brazo, Eric trata de ayudarlo, pero Ned enojado le dice que se meta en su propio negocio.
Eric lleva a Julie a su casa y al llegar se besan, pero Ned los interrumpe destrozando los vidrios del auto de Eric con un bate de béisbol. Ned entonces desafía a Eric a una pelea en los muelles, un lugar de reunión favorito de Elite. En la lucha, Ned se une con el coronel Dugan y el resto de la Elite Alpha. Ellos incendian el vehículo de Eric, y lo golpean violentamente venciéndolo. Pero a pesar de que la pelea a todas luces había terminado, Dugan inquietante les dice que "terminen" con él.
Eric es salvado por Julie y Miyagi. Mientras se retiran, Ned provoca a Julie, quien lo reta a una pelea. Ella accede y pelea, utilizando el karate que ha aprendido. Julie logra dominar el combate, pero durante la pelea Ned lanza arena en la cara de Julie, cegándola parcialmente. A pesar de su desventaja, Julie derrota a Ned. Esto provoca que el coronel Dugan intimide desesperadamente al resto de su grupo, instándolos a continuar la lucha, pero nadie quiere hacerlo. Miyagi entonces desafía a luchar al coronel Dugan. Miyagi gana la pelea, y luego se aleja, acompañado por Julie y Eric. A continuación, revela a Julie un principio de su práctica, a la que había dado a entender en el camino al monasterio: "Pelear no es bueno, pero si hay que pelear, gana.".
La película concluye con una escena de Ángel, volando libremente por encima de las aguas iluminadas por el sol.

## Reparto
- Noriyuki "Pat" Morita como Señor Miyagi.
- Hilary Swank como Julie Pierce.
- Michael Ironside como Coronel Dugan.
- Constance Towers como Louisa Pierce.
- Chris Conrad como Eric McGowen.
- Michael Cavalieri como Ned.
- Walton Goggins como Charlie.
- Dave Barnhil como Angel.

## Recepción
A pesar de ser secuela de una gran saga de la década de 1980, la cuarta parte no tuvo tanto éxito como sus
precuelas.
Solo recaudo 15 millones de dólares poniendo fin a la saga original de Karate Kid.
The Next Karate Kid recibió mayormente críticas negativas por parte de la crítica y de la audiencia. En el portal de internet Rotten Tomatoes, la película posee una aprobación de 7%, basada en 27 reseñas por parte de la crítica, mientras que de parte de la audiencia tiene una aprobación de 24%.
Las audiencias de CinemaScore le han dado una puntuación de "B+" en una escala de A+ a F, mientras que en el sitio IMDb los usuarios le han dado una puntuación de 4.3/10, sobre la base de más de 18 000 votos.